# Scott Manley
Scott Manley (né le 31 décembre 1972) est une personnalité YouTube écossaise-américaine, gamer, programmeur, astrophysicien et DJ. Sur sa chaîne YouTube, il joue à des jeux vidéo sur le thème de l'espace, généralement Kerbal Space Program, pendant qu'il explique une grande partie des concepts scientifiques impliqués. Il réalise également des vidéos sur d'autres sujets et actualités liés à la science, principalement concernant les développements les plus récents de la science des fusées. Il utilise sa formation scientifique pour aider à enseigner la science tout en jouant à des jeux,.
Il est connu parmi ses adeptes comme "l'astronogamer", car il est l'un des rares YouTubers à mélanger à la fois les jeux vidéo et la science, et il est populaire dans la communauté de niche des passionnés de l'espace et des joueurs, en particulier la communauté Kerbal Space Program.

## Collaborations
L'auteur Anne McCaffrey a consulté Manley sur les effets des impacts d'astéroïdes lors de la rédaction de Les Ciels de Pern, déterminant l'orbite d'une comète fictive et fournissant des conseils sur la façon dont l'événement devrait être décrit. 
Manley est l'un des premiers participants de la Journée internationale des astéroïdes et a été un conférencier principal lors du lancement en 2015 ainsi que l'hébergement de leurs segments réguliers « Asteroid Update ». 
Il est crédité en tant que consultant sur le film Netflix Le Passager nº 4 réalisé par Joe Penna. Lors de l'apparition de Penna dans Corridor Cast, ce dernier a déclaré que Manley est allé au-delà des besoins immédiats du script et « a fait le calcul pour qu'il soit prêt ».

## Reconnaissance internationale
L'astéroïde (33434) Scottmanley porte son nom. La citation officielle du nom a été publiée par le Centre des planètes mineures le 18 mai 2019 (M.P.C. 114954). L'astéroïde externe de la ceinture principale a été découvert par des astronomes avec l'OCA-DLR Asteroid Survey en 1999. Il fait partie de la famille de Coronis et mesure environ 4,6 kilomètres de diamètre.

## Vie privée
Scott Manley est marié et a deux enfants, une fille et un fils.